# Multiple Sclerosis Functional Composite
Der Multiple Sclerosis Functional Composite (MSFC) ist eine von der US-amerikanischen National Multiple Sclerosis Society (NMSS) entwickelte Leistungsskala zur Beurteilung des Schweregrades der Behinderungen bei Multiple-Sklerose-Patienten und stellt eine Weiterentwicklung des bisher als Goldstandard verwendeten EDSS dar.
Als neue Bestandteile wurden die Zeit zur Bewältigung einer bestimmten Gehstrecke, ein Stecktest zur Beurteilung der Armfunktion sowie die Beurteilung kognitiver Funktionen integriert.